# 上午

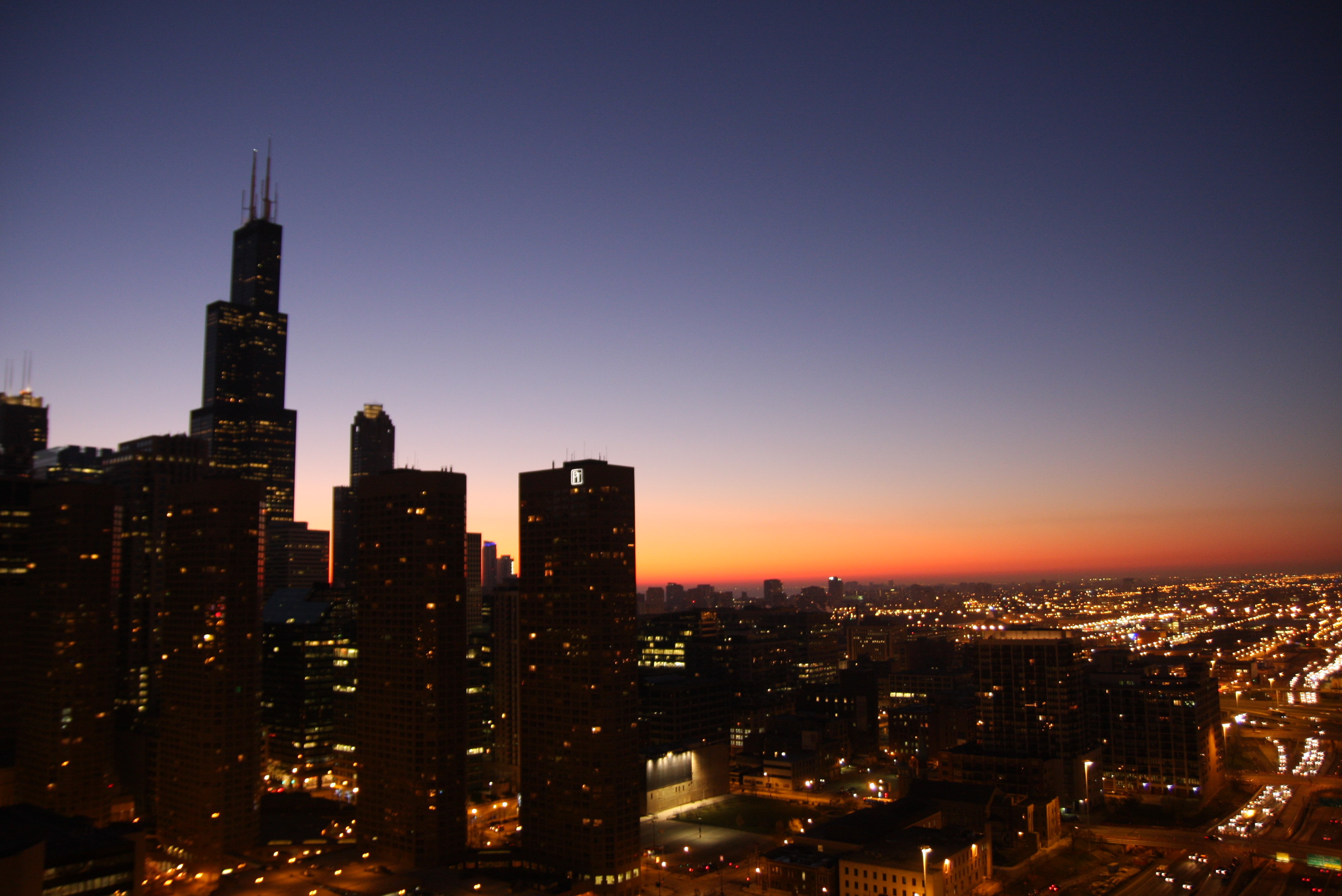
美國芝加哥上午4時

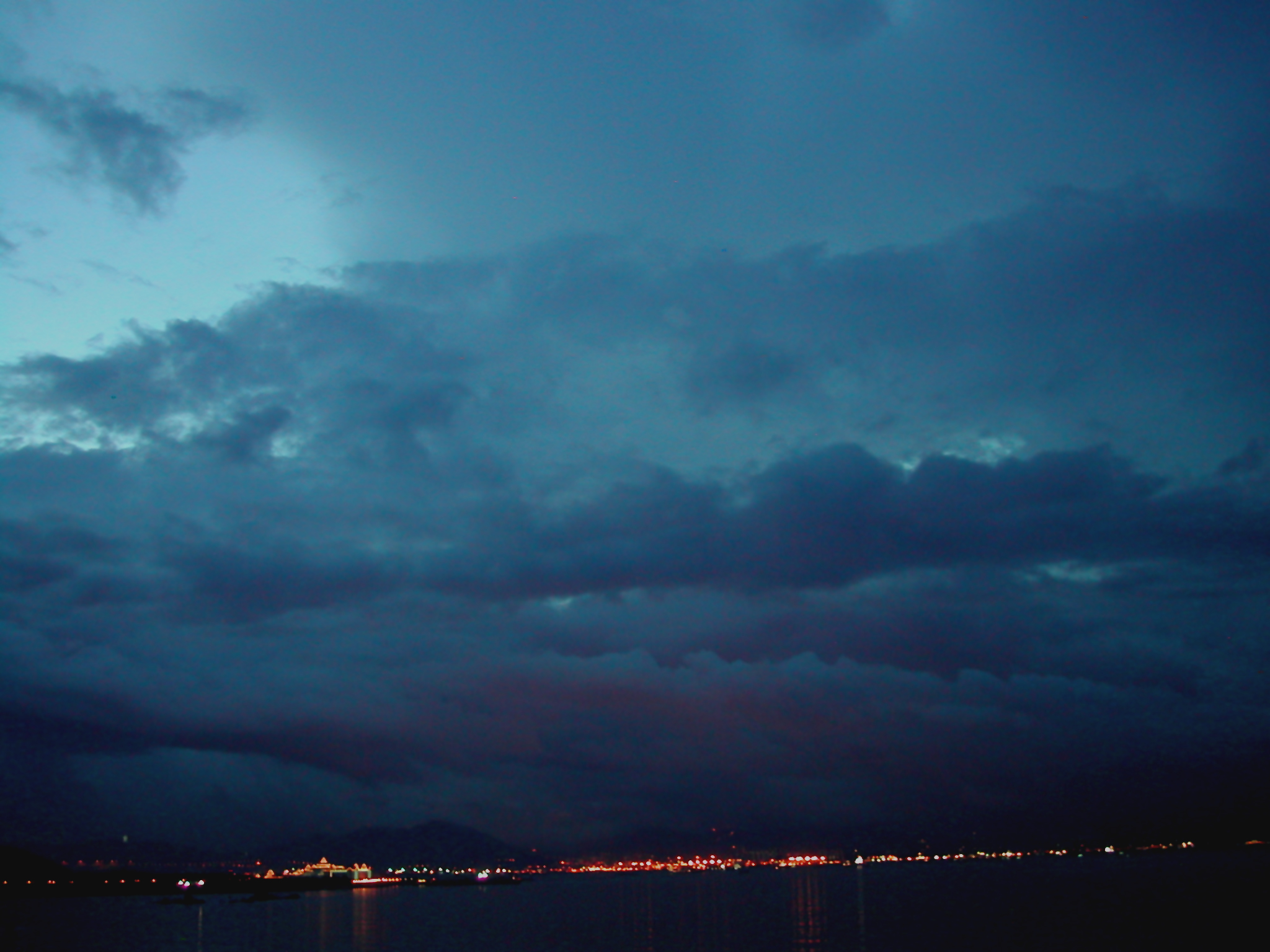
香港上午4時30分

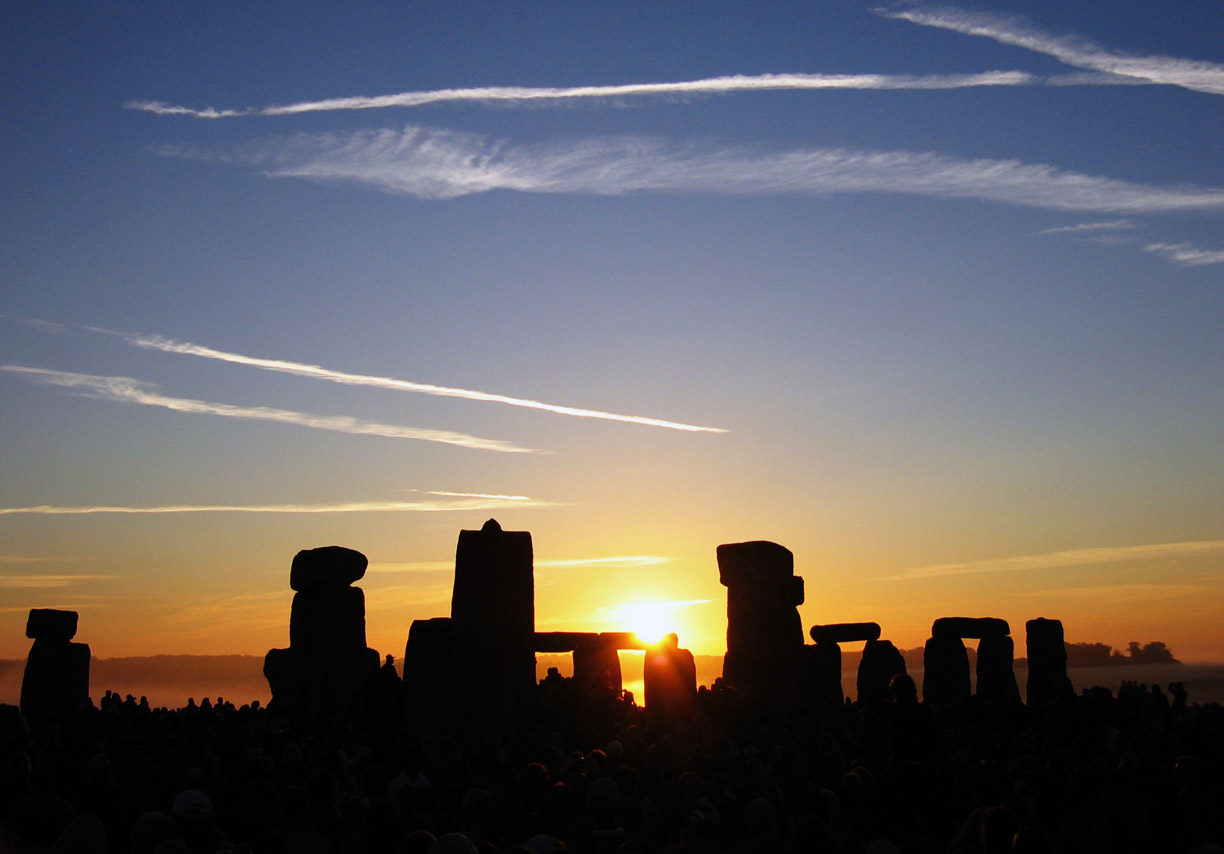
英國英格蘭威爾特郡巨石陣上午5時

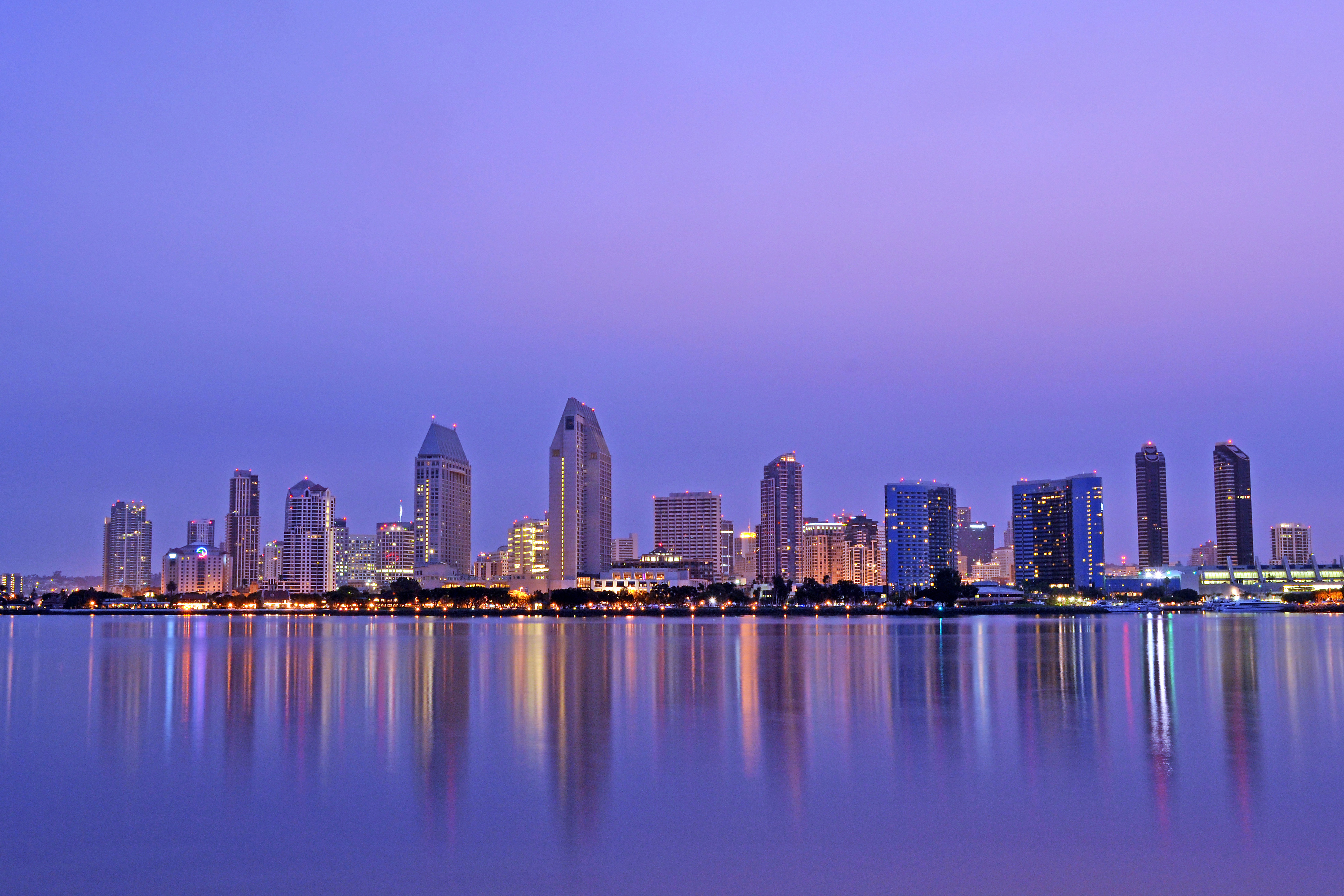
美國加利福尼亚上午5時

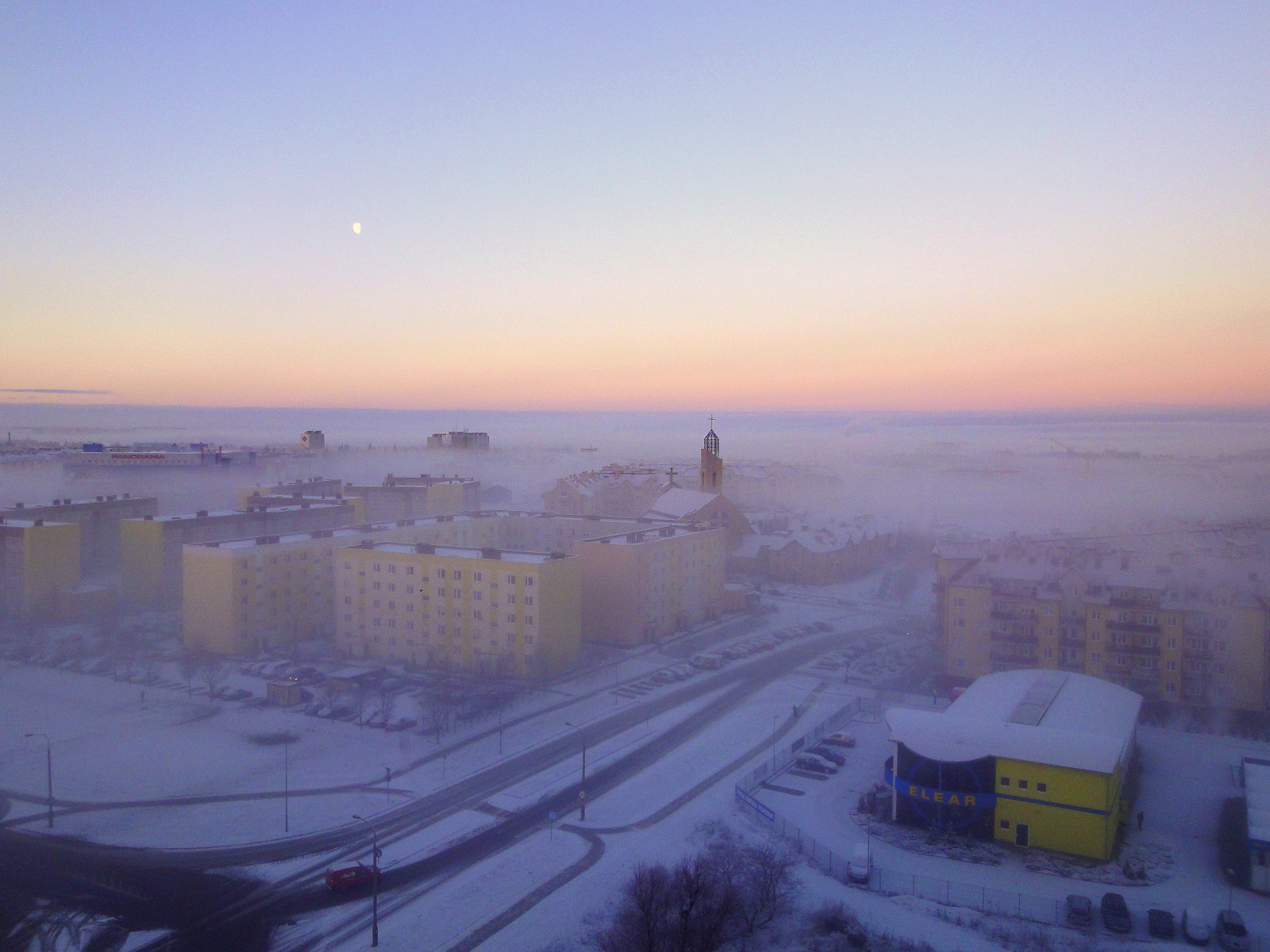
波蘭上午5時10分

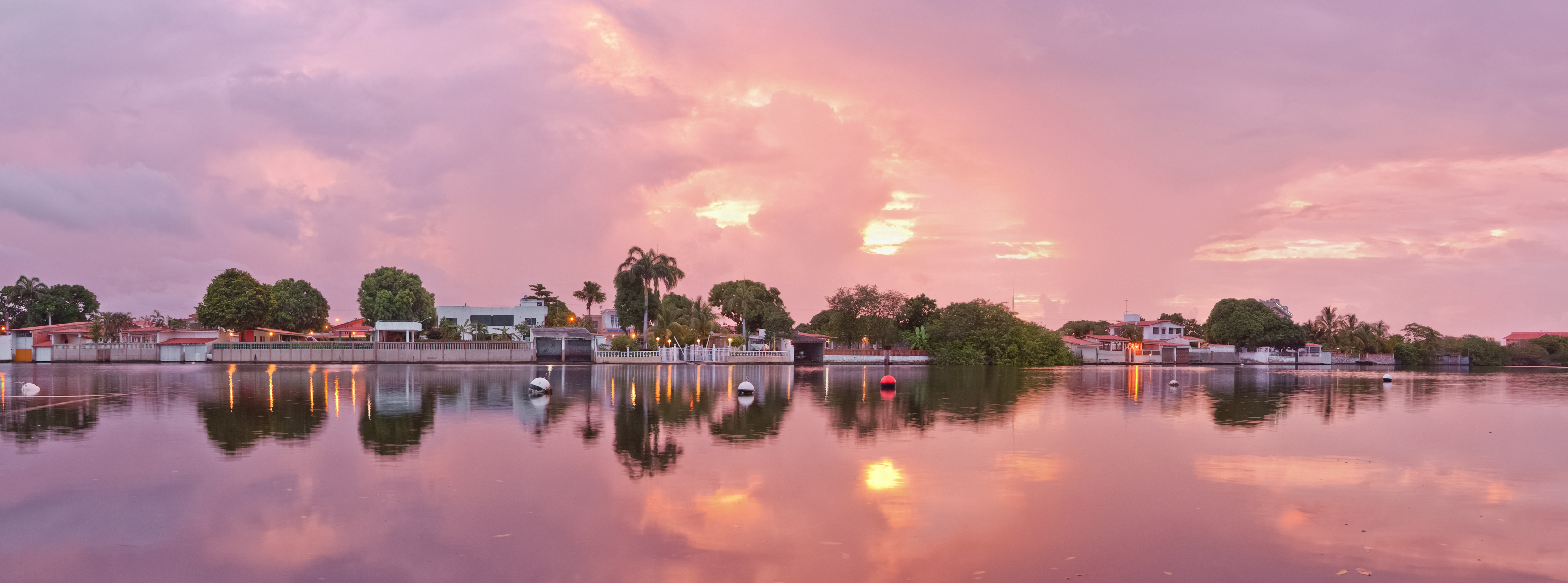
委內瑞拉上午5時40分

上午作爲拉丁文「ante meridiem」的翻譯是指1時至12時的時間，又稱「午前」。意指清晨至正午十二時之前爲上午。
人們通常會在上午進食上午茶，早餐是人們的常餐。
上午時成人及兒童大多在工作及上學，而大多數老人家會在這個時候看電視，所以上午通常被電視台設為老年人節目時段。

## 相關參見
- 中午
- 下午
- 子夜

1. ↑  . 國語辭典簡編本.   [2024-08-24]. （原始内容存档于2024-08-24）.